# Saalach
La Saalach est une rivière d'Autriche et d'Allemagne, dans les régions Bavière et Land de Salzbourg. Elle tire son nom de Saal, une ancienne forme de Salz (« sel »), et s'est appelée au XIXe siècle la Saale autrichienne. C'est aussi un affluent de la Salzach, donc un sous-affluent du Danube par l'Inn.

## Cours

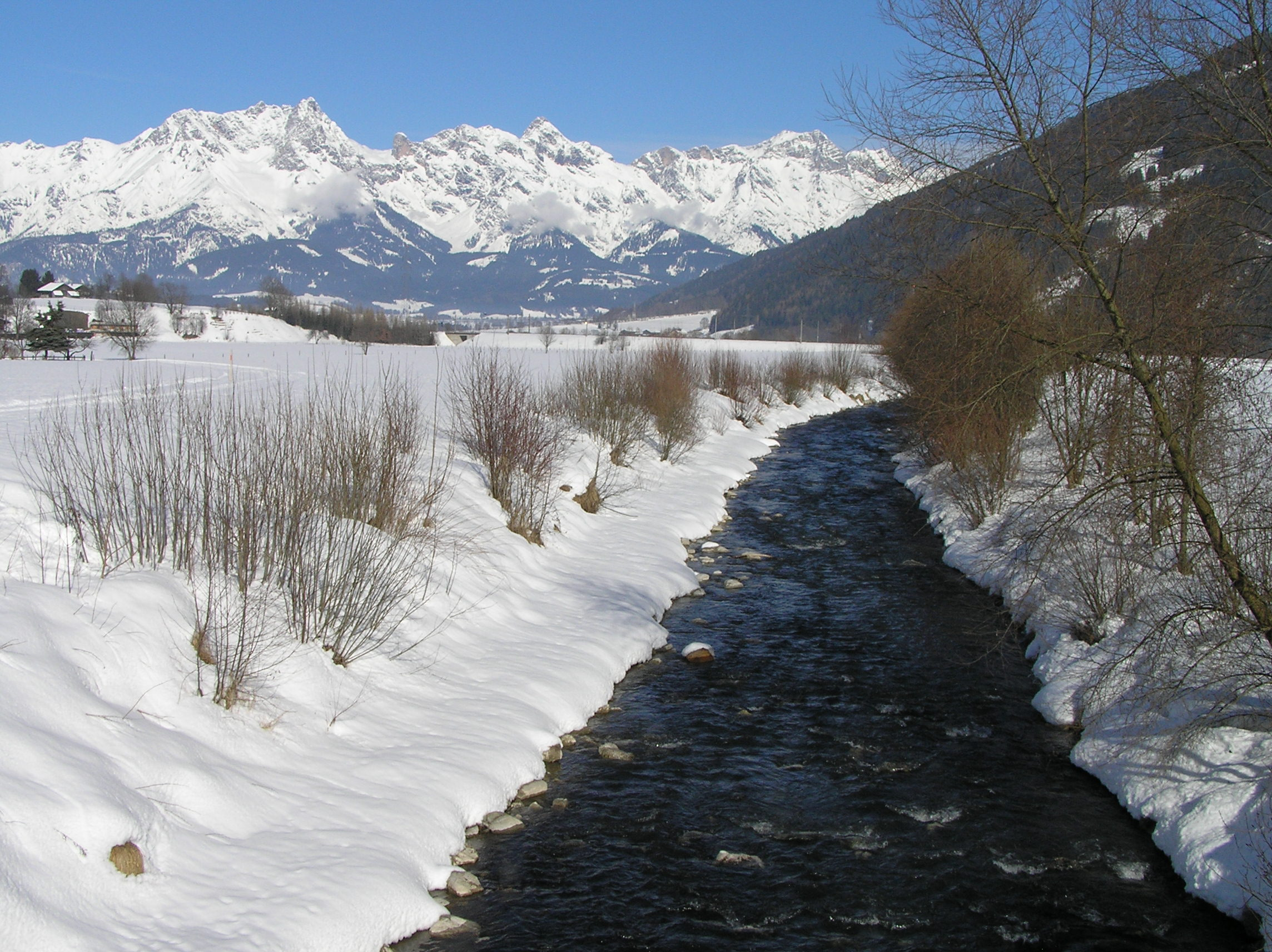
La Saalach près de Maishofen.

Elle prend sa source dans les Alpes de Kitzbühel, arrose la station de ski de Saalbach-Hinterglemm, Maishofen, Saalfelden et Lofer. Elle entre ensuite en Bavière où elle longe le Reiteralm. Peu avant Bad Reichenhall, son cours est barré par un barrage hydro-électrique. À partir de Piding, la Saalach marque pendant 10 km la frontière avec l'Autriche, jusqu'à Freilassing où elle se jette dans la Salzach après un cours de 103 km.

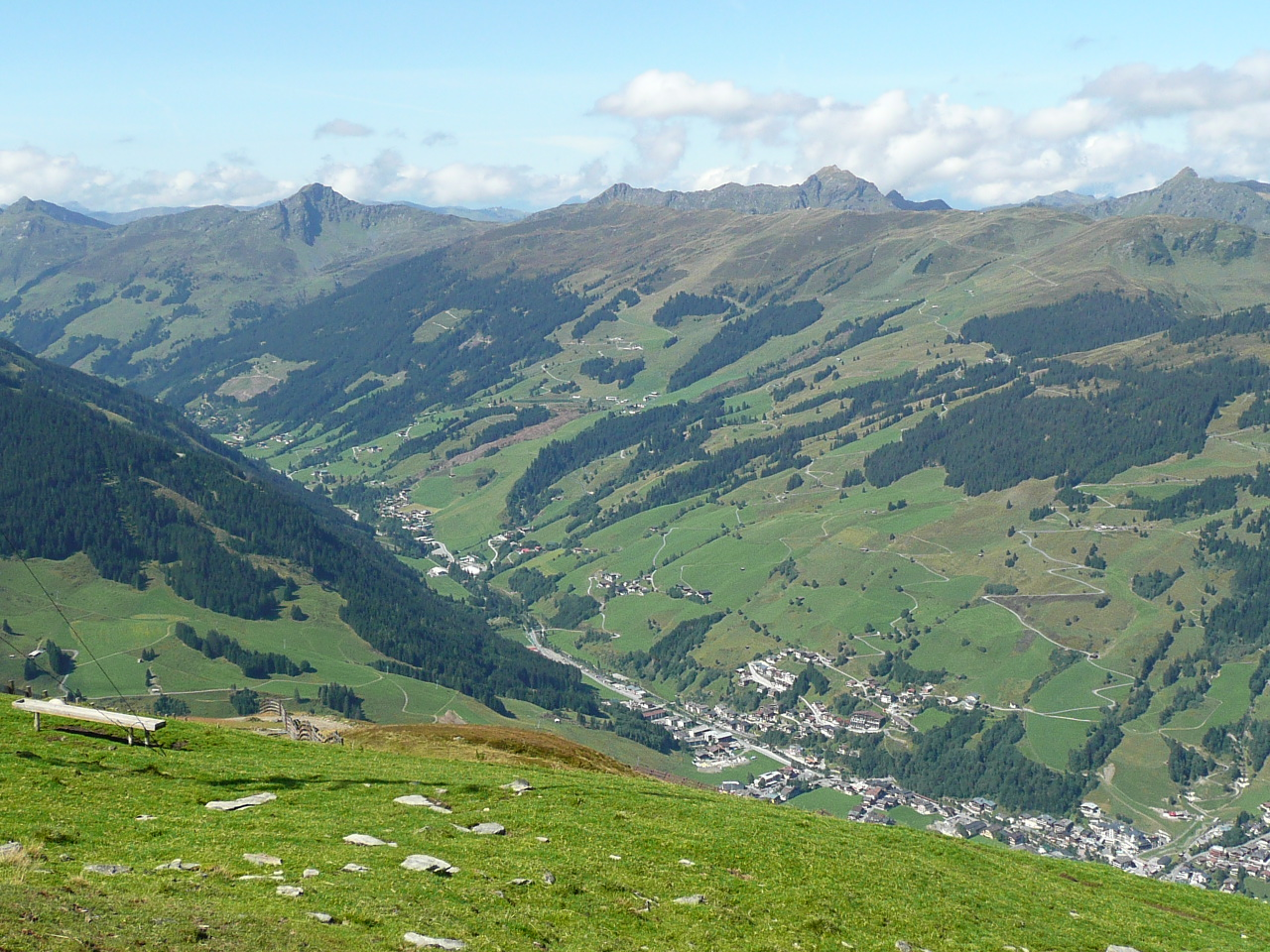
La vallée de la Saalach et Hinterglemm, vers l'ouest.

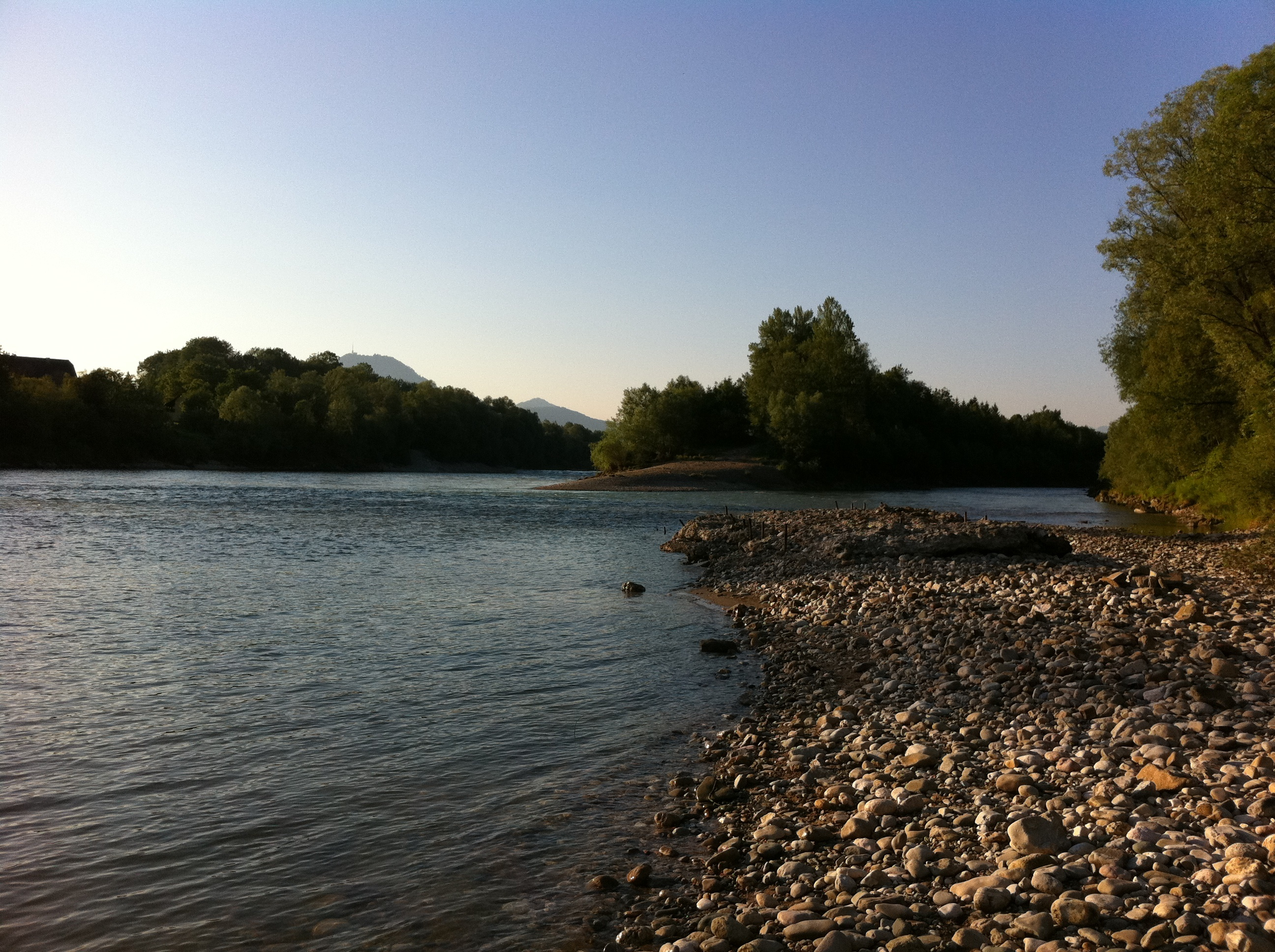
Confluence de la Saalach avec la Salzach.